# Разрыв сердца
Разрыв сердца — нарушение целостности стенок сердца. Наиболее часто происходит в виде серьёзного осложнения инфаркта миокарда, сопровождается высокой летальностью.

## Этиология
Наиболее частой причиной разрыва сердца является инфаркт миокарда. Другие причины возникновения разрыва включают травму сердца, эндокардит, опухолевое поражение сердца (фиброэластоз эндокарда), инфильтративные заболевания сердца, расслаивающую аневризму аорты.

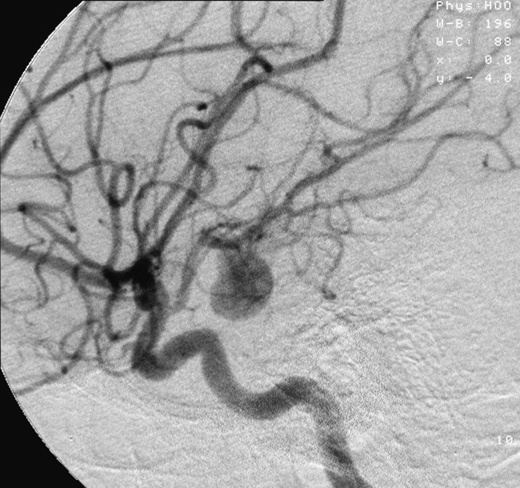

Факторами риска разрыва после острого инфаркта миокарда являются: женский пол, пожилой возраст и низкий индекс массы тела.
Разрывы сердца делятся на внешние и внутренние. Внешние могут быть мгновенные либо с формированием ложной аневризмы, когда это происходит постепенно, например, при физической нагрузке. В месте разрыва формируется тромб, так называемая ложная аневризма. Поскольку соединительной ткани в этом месте не сформировалось, то далее при очередной физической нагрузке этот разрыв будет глубже.
Внутренние разрывы чаще всего связаны с разрывом межжелудочковой перегородки при передней локализации инфаркта миокарда или разрыва сосочковых мышц при задней локализации инфаркта миокарда.